# بات كلارك
بات كلارك (بالإنجليزية: Pat Clarke)‏ (18 مايو 1985 بإدنبرة في المملكة المتحدة - ) هو لاعب كرة قدم بريطاني في مركز الهجوم. لعب مع دونفرملين أثلتيك وريث روفرز ونادي دندي ونادي هيبرنيان ونادي كلايد ونادي إيست فيف وبيرويك راينجرز ونادي اربوراث ونادي كاودينبيث لكرة القدم.

## وصلات خارجية
- بات كلارك على موقع قاعدة بيانات كرة القدم.إي يو (الإنجليزية)
- بات كلارك على موقع Soccerbase.com (لاعب) (الإنجليزية)